# 德弗雷根谷地圣雅各布
德弗雷根谷地圣雅各布是奥地利蒂罗尔州利恩茨县的一个市镇。总面积186平方公里，总人口980人，人口密度5.3人/平方公里（2005年）。